# Международная служба вращения Земли
Международная служба вращения Земли (МСВЗ) — базирующаяся в Париже международная служба оценки параметров вращения и координат Земли. Ответственна за поддержание всемирного времени, стандартных небесной (ICRS) и земной (ITRS) систем координат. Кроме того, организация ответственна за добавление дополнительных секунд ко времени UTC.
В состав службы входит отделение прогнозирования ориентационных параметров Земли (Predictions of Earth Orientation Parameters), базирующееся в  Военно-морской обсерватории США. Отделение занимается проведением астрометрических наблюдений с целью определения угловой скорости вращения Земли, параметров прецессии, нутации. Другие отделения находятся в Парижской обсерватории.

## История
МСВЗ была сформирована в 1987 году Международным астрономическим и Международным геодезическим и геофизическим союзами в качестве замены Международной службе по наблюдению за движением земных полюсов (англ. International Polar Motion Service, IPMS) и отдела наблюдения за вращением Земли Международного бюро времени. Служба начала свою работу 1 января 1988 года.